# وودافون مجارستان
وودافون مجارستان (انگلیسی: Vodafone Hungary) شرکت مخابرات مجارستانی است، که در زمینه ارائه خدمات تلفن همراه، خطوط تلفن ثابت و خدمات اینترنت فعالیت می‌نماید.
شرکت وودافون مجارستان در سال ۱۹۹۹ توسط شرکت وودافون راه‌اندازی شد و هم‌اکنون با در اختیار داشتن ۲۲٪ درصد از بازار موبایل این کشور، بعنوان سومین اپراتور تلفن همراه مجارستان شناخته می‌شود. دفتر مرکزی این شرکت در شهر بوداپست، مجارستان قرار دارد.